# Angelo Marchetti

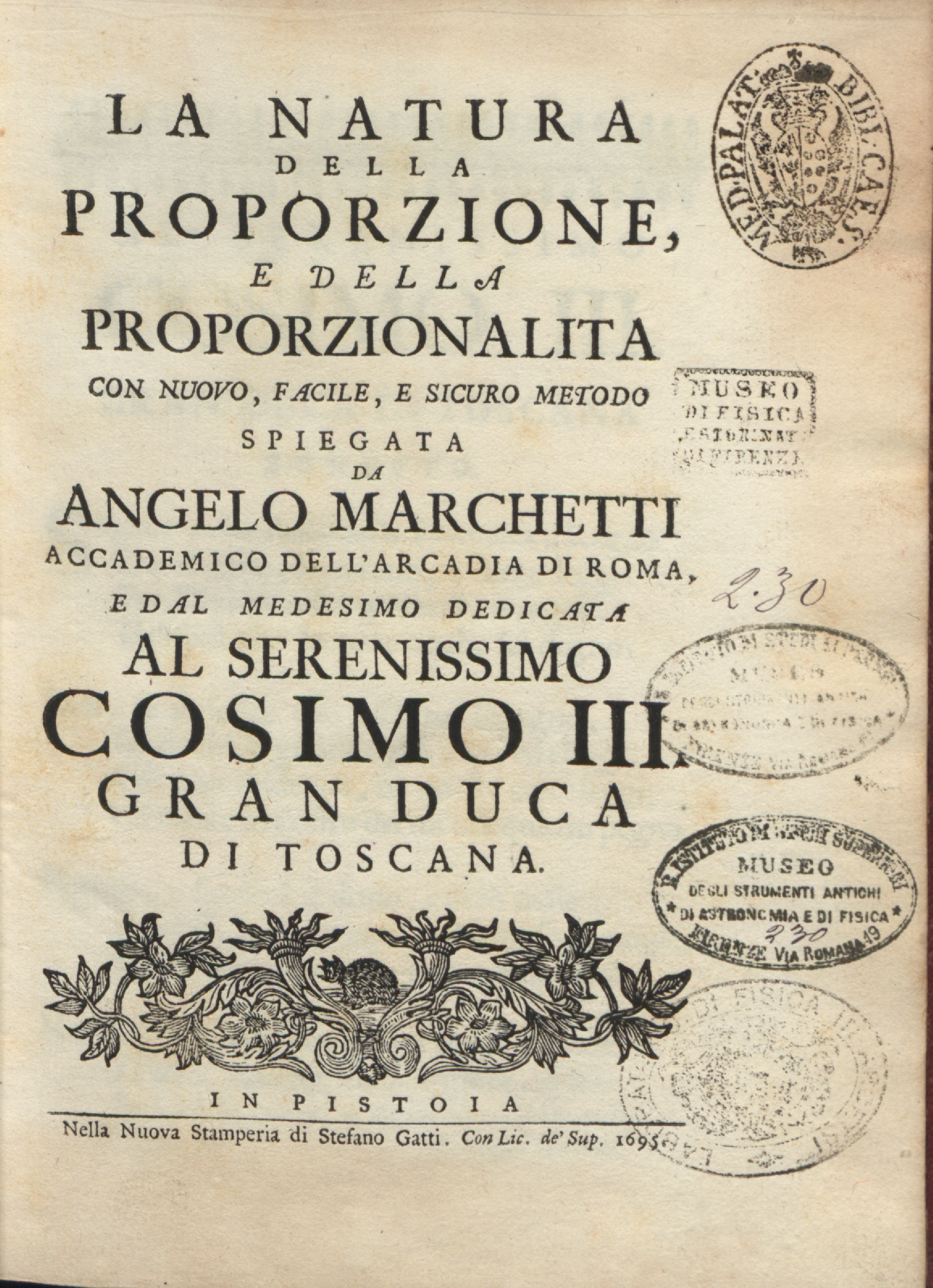
La natura della proporzione, 1695

Angelo Marchetti (1674 - 1753) foi um matemático e cosmógrafo italiano de Pistoia.
Ele era filho de Alessandro Marchetti e membro da Academia da Arcádia de Roma.

## Obras
- Prove delle conclusioni intorno a' momenti de' gravi sopra i piani declivi. Florença: Garbo all'insegna della Stella. 1688
- La natura della proporzione, e della proporzionalita con nuovo, facile, e sicuro metodo. Pistoia: Stefano Gatti. 1695
- Breve introduzione alla cosmografia. Pistoia: Atto Bracali. 1738
- Succinto trattato di navigazione. Pistoia: Atto Bracali. 1738